# Enquête sur la sexualité
Pour plus de détails, voir Fiche technique et Distribution.
Enquête sur la sexualité (titre original : Comizi d'amore) est un film documentaire italien réalisé par Pier Paolo Pasolini, sorti en 1964 au festival de Locarno, et l'année suivante en Italie.
Ce documentaire fait partie de la liste des 100 films italiens à sauver, réalisé en 2008 à la suite de la Mostra de Venise et en collaboration avec le Ministère des Biens et Activités culturels et du Tourisme.

## Synopsis
Pasolini interroge des représentants de diverses couches sociales italiennes sur des sujets tels que la virginité, la prostitution, l’homosexualité et l’éducation sexuelle à travers plusieurs séries d'interviews.

## Structure du documentaire
Le documentaire de Pasolini est divisé en diverses parties en fonction du sujet et du thème traité ainsi que de la région d'Italie où sont tournées les interviews.
Premier temps
- Recherche 1 : « Friture à l'italienne[1] »
  - Comment les Italiens accueillent l'idée d'un film de ce genre ?
  - Comment se comportent-ils face à l'idée de l'importance du sexe dans leur vie ?
- Recherche 2 : « Dégoût ou pitié » (ou « L'homosexualité[1] »)

Second temps
- Recherche 3 : « L'Italie vraie[1] »
  - Entretiens sur les plages romaines ou le sexe comme sexe.
  - Entretiens sur les plages milanaises ou le sexe comme passe-temps.
  - Entretiens sur les plages méridionales ou le sexe comme honneur.
  - Entretiens au Lido ou le sexe comme succès.
  - Entretiens sur les plages toscanes (populaires) ou le sexe comme plaisir.
  - Entretiens sur les plages toscanes (bourgeoises) ou le sexe comme devoir.
- Recherche 4 : « Du bas et du profond » (ou « Monument à l'Italie des années 60[1] »)

## Fiche technique
- Titre : Enquête sur la sexualité
- Titre original : Comizi d'amore
- Réalisation : Pier Paolo Pasolini
- Scénario : Pier Paolo Pasolini
- Production : Alfredo Bini
- Photographie : Mario Bernardo et Tonino Delli Colli
- Montage : Nino Baragli
- Pays d'origine :  Italie
- Format : Noir et blanc - Mono
- Genre : Documentaire
- Durée : 90 minutes
- Date de sortie : 1964

## Distribution
- Pier Paolo Pasolini : Lui-même - Interviewer
- Lello Bersani : Speaker (voix)
- Ignazio Buttitta : Lui-même
- Adele Cambria : Elle-même
- Camilla Cederna : Elle-même
- Peppino Di Capri : Lui-même
- Oriana Fallaci : Elle-même
- Graziella Granata : Elle-même
- Antonella Lualdi : Elle-même
- Alberto Moravia : Lui-même
- Cesare Musatti : Lui-même
- Giuseppe Ungaretti : Lui-même

## DVD
Édité avec le DVD Œdipe roi (éditions Carlotta) ou avec Des oiseaux, petits et gros (éditions SNC / M6 Vidéo).